# Адарби, Исаак бен-Самуил

Обложка книги «Дебора рабби Ицхака Адерби». 1586 г.

Исаак бен-Самуил Адарби или Адриби (1510? — 1584?) — раввин, казуист, писатель, магид (проповедник) Шаломской общины в Салониках, галахический авторитет, посек XVI века.

## Биография
Был учеником Иосифа Тайтацака и школьным товарищем Самуила ди Медина. Служил проповедником Лиссабонской общины евреев в Салониках, а позже до 1554 года — раввином на территории всей Османской империи , и Греции, в частности.
Автор 30, в основном, философских работ, в которых автор доказывает, что мир вышел из хаоса. Он написал ряд философских сочинений о сущности души и смысле жизни, наиболее заметным из которых является Dibre Schalom («Слова мира»).
Из составленных им сочинений известны:
- Dibre Schalom (Schalom намёк на название его общины) этически-экзегетического содержания (Салоники, 1580; Венеция, 1586 и 1596); оно состоит из проповедей и толкований к субботним чтениям Пятикнижия; в конце книги под заглавием «Kontros Aharon» помещены его объяснения к некоторым Псалмам и «Поучениям отцов» (Pirke Aboth); второе издание снабжено указателем библейских стихов и талмудических изречений, которые находят себе объяснение в этой книге, также и некоторыми примечаниями, принадлежащими издателю Элиезеру бен-Шаббатай.
- Dibre Riboth (Салоники, 1581; Венеция, 1587, Судилков, 1833), заключает в себе четыреста тридцать респонсов, которые представляют весьма ценный материал для изучения внутренней жизни салоникских и вообще турецких евреев для ознакомления с их бытовым и общинным строем.

Разбирая вопрос о возврате приданого в случае смерти жены, автор, между прочим, рассказывает, что в Шаломской общине в Салониках существовало следующее постановление: в случае смерти жены в первый год после венчания приданое возвращается целиком; когда смерть последовала на втором году, возврату подлежит половина приданого (§ 50). Далее сообщаются пункты из устава общины. Никто не имеет права выступать из своей общины и приписаться к другой в том же городе (§ 59). По смерти кого-либо из членов общинного совета оставшиеся в живых выборные лишаются своих полномочий и подлежат новому избранию (§ 51). В помощники человеку, занимающему общественную должность, общиной может быть избрано только такое лицо, на которого он изъявляет согласие